# Giro di Toscana 1955
Il Giro di Toscana 1955, ventinovesima edizione della corsa, si svolse il 24 luglio 1955 su un percorso di 262 km. La vittoria fu appannaggio dell'italiano Arrigo Padovan, che completò il percorso in 7h28'45", precedendo i connazionali Franco Aureggi e Tranquillo Scudellaro.
I corridori che presero il via da Firenze furono 75, mentre coloro che tagliarono il medesimo traguardo furono 42.

## Ordine d'arrivo (Top 10)
| Pos. | Corridore             | Squadra          | Tempo    |
| ---- | --------------------- | ---------------- | -------- |
| 1    | Arrigo Padovan        | Arrow-Hutchinson | 7h28'45" |
| 2    | Franco Aureggi        | Legnano          | s.t.     |
| 3    | Tranquillo Scudellaro | Legnano          | s.t.     |
| 4    | Flaminio Giusti       | Lygie            | s.t.     |
| 5    | Vasco Ciapini         | -                | s.t.     |
| 6    | Giorgio Albani        | Legnano          | a 30"    |
| 7    | Marcello Pellegrini   | Welter-Ursus     | s.t.     |
| 8    | Armando Barducci      | Leo-Chlorodont   | s.t.     |
| 9    | Fiorenzo Magni        | Nivea-Fuchs      | a 55"    |
| 10   | Luciano Maggini       | Atala-Pirelli    | s.t.     |